# Cartodere bifasciata
Cartodere bifasciata é uma espécie de insetos coleópteros polífagos pertencente à família Latridiidae.
A autoridade científica da espécie é Reitter, tendo sido descrita no ano de 1877.
Trata-se de uma espécie presente no território português.